# Redmond
Redmond er en by i King County i den amerikanske delstat Washington. Redmond ligger 24 km øst for Seattle tæt ved Lake Washington og havde ved folketællingen i 2010 54.144 indbyggere og anslået 67.678 i 2018. 
Byen er bedst kendt for være hjemsted for Microsoft og Nintendos amerikanske hovedkontor.